# Stora Nabbasjön
Stora Nabbasjön är en sjö i Borås kommun i Västergötland och ingår i Rolfsåns huvudavrinningsområde. Sjön är 8,2 meter djup, har en yta på 0,032 kvadratkilometer och befinner sig 153 meter över havet.